# Jerko Denegri
Jerko (Ješa) Denegri (Split, 5. rujna 1936.), srbijanski povjesničar umjetnosti i likovni kritičar  koji živi i radi u Beogradu, Srbija.

## Životopis
Studirao je povijest i zemljopis na Višoj pedagoškoj školi u Splitu od 1955. do 1958. godine. Povijest umjetnosti je studirao na Filozofskom fakultetu u Beogradu od 1954. do 1964. godine.Godine 1988. doktorirao je povijest suvremene umjetnosti na temu Umjetnost konstruktivnog pristupa: EXAT 51 i Nove tendencije.
Od 1965. do 1989. bio je kustos Muzeja suvremene umjetnosti u Beogradu. Bio je Kustos za izloške iz Jugoslavije na Pariškim bienalima 1971., 1976. i 1983. te Venecijanskom bienalu 1976. i 1982. Od 1990. predavao povijest suvremene umjetnosti na Filozofskom fakultetu u Beogradu.
Bio je član međunarodnog organizacijskog odbora 1977. na Biennalu mladih u Parizu, te jedan od komesara međunarodne izložbe in situ u Muzeju moderne umjetnosti u Centre Pompidou u Parizu 1982. godine. Organizirao više autorskih izložbi. Bio je glavni urednik časopisa za suvremenu umjetnost »Moment: časopis za vizuelne medije«. Također član uredništava i urednik časopisa Umetnost, Spot, Projekat. Član međunarodnog udruženja likovnih kritičara AICA.
Likovna zbivanja u Hrvatskoj prati od 1960-ih. Stručno zanimanje su mu suvremena likovna umjetnost, osobito najnoviji pravci i vizualna istraživanja.